# Sinfonia n.º 3 (Shostakovich)
A Sinfonia n.º 3 em mi bemol maior (Opus 20), também conhecida como Ao Primeiro de Maio é uma sinfonia elaborada por Dmitri Shostakovich. Foi tocada pela primeira vez pela Orquestra Filarmónica de São Petersburgo e pelo Coro Académico Capella, sob a regência de Aleksandr Gauk, 21 de janeiro de 1930.  
Similarmente à Sinfonia n.º 2, é uma sinfonia coral em quatro secções contínuas:
1. Allegretto - Allegro
2. Andante
3. Largo
4. Moderato: 'V pérvoye, Pérvoye máya'

A sinfonia dura cerca de 25 a 30 minutos. O final apresenta um texto de Semyon Isaakovich Kirsanov relacionado com o Dia do Trabalhador e a revolução. A interpretação é problemática: numa carta a Boleslav Yavorsky, Shostakovich disse que a obra "expressa o espírito da reconstrução pacífica"; por outro lado, a maior parte do trabalho que precede o final é elaborado num tom sombrio, e incluía originalmente uma parte para metralhadora.

## Instrumentação
A sinfonia é elaborada para coro misto e uma orquestra de:
Madeiras
3 Flautas
2 Oboés
2 Clarinetes
2 Fagotes
Metais
4 Trompas
3 Trompetes
3 Trombones
Tuba
Percussão
Timpano
Gongo
Caixa
Prato
Triângulo
Sino
Bombo
Glockenspiel
Xilofone
Cordas
1ºs Violinos
2ºs Violinos
Violas
Violoncelos
Contrabaixos